# إيتون (نيوهامشير)
إيتون (بالإنجليزية: Eaton, New Hampshire) هي بلدة أمريكية تقع في الولايات المتحدة في Carroll County. يقدر عدد سكانها بـ 393 نسمة ومساحتها 66.3 كم2 وترتفع عن سطح البحر 161 متر.